# Llista de topònims de Soriguera
Llista de topònims (noms propis de lloc) del municipi de Soriguera, al Pallars Sobirà
Informació actualitzada per un bot. Els canvis manuals es perdran quan s'actualitzi!

## borda
| imatge | Nom                      | Ubicat a  | instància de | Detalls | coordenades                                                         | Protecció | Commons (més fotos) | Dades a WD                    |
| ------ | ------------------------ | --------- | ------------ | ------- | ------------------------------------------------------------------- | --------- | ------------------- | ----------------------------- |
|        | Borda Alfonso            | Soriguera | borda        |         | 42° 22′ 13″ N, 1° 09′ 46″ E / 42.3703428296474°N,1.16280647994746°E |           |                     | Modifica les dades a Wikidata |
|        | Borda Batllevell         | Soriguera | borda        |         | 42° 22′ 16″ N, 1° 12′ 32″ E / 42.3711639318691°N,1.20899423928617°E |           |                     | Modifica les dades a Wikidata |
|        | Borda Bigorra            | Soriguera | borda        |         | 42° 22′ 15″ N, 1° 12′ 27″ E / 42.370752967814°N,1.2074527211751°E   |           |                     | Modifica les dades a Wikidata |
|        | Borda Buseu              | Soriguera | borda        |         | 42° 22′ 01″ N, 1° 09′ 47″ E / 42.3668160128104°N,1.16301858124142°E |           |                     | Modifica les dades a Wikidata |
|        | Borda Cassovall          | Soriguera | borda        |         | 42° 22′ 24″ N, 1° 09′ 52″ E / 42.3733577627095°N,1.16437035688018°E |           |                     | Modifica les dades a Wikidata |
|        | Borda Faduguet           | Soriguera | borda        |         | 42° 23′ 33″ N, 1° 09′ 51″ E / 42.3926286084975°N,1.16429468337919°E |           |                     | Modifica les dades a Wikidata |
|        | Borda Savall             | Soriguera | borda        |         | 42° 22′ 13″ N, 1° 09′ 30″ E / 42.3702339604471°N,1.15826749951833°E |           |                     | Modifica les dades a Wikidata |
|        | Borda el Rull            | Soriguera | borda        |         | 42° 23′ 54″ N, 1° 08′ 48″ E / 42.3984665155425°N,1.14653092517749°E |           |                     | Modifica les dades a Wikidata |
|        | Borda els Pous           | Soriguera | borda        |         | 42° 22′ 01″ N, 1° 10′ 48″ E / 42.3668609243342°N,1.17994622252426°E |           |                     | Modifica les dades a Wikidata |
|        | Borda la Teresa          | Soriguera | borda        |         | 42° 24′ 26″ N, 1° 09′ 46″ E / 42.4071307451197°N,1.16280240485012°E |           |                     | Modifica les dades a Wikidata |
|        | Cabana dels Pastors      | Soriguera | borda        |         | 42° 21′ 51″ N, 1° 11′ 13″ E / 42.364127311683°N,1.1869971501075°E   |           |                     | Modifica les dades a Wikidata |
|        | borda de Bartomeu        | Soriguera | borda        |         | 42° 22′ 18″ N, 1° 06′ 52″ E / 42.3717837123942°N,1.11456064297343°E |           |                     | Modifica les dades a Wikidata |
|        | borda de Bernat          | Soriguera | borda        |         | 42° 22′ 23″ N, 1° 04′ 14″ E / 42.3730692280661°N,1.07059262896982°E |           |                     | Modifica les dades a Wikidata |
|        | borda de Blasi           | Soriguera | borda        |         | 42° 22′ 52″ N, 1° 03′ 54″ E / 42.381044891676°N,1.0650428902038°E   |           |                     | Modifica les dades a Wikidata |
|        | borda de Botella         | Soriguera | borda        |         | 42° 22′ 39″ N, 1° 07′ 27″ E / 42.377506818521°N,1.12416705547037°E  |           |                     | Modifica les dades a Wikidata |
|        | borda de Burg            | Soriguera | borda        |         | 42° 22′ 38″ N, 1° 10′ 57″ E / 42.3771775236732°N,1.18253902369435°E |           |                     | Modifica les dades a Wikidata |
|        | borda de Caplloc         | Soriguera | borda        |         | 42° 22′ 15″ N, 1° 12′ 44″ E / 42.370828808448°N,1.2123084955151°E   |           |                     | Modifica les dades a Wikidata |
|        | borda de Castell         | Soriguera | borda        |         | 42° 22′ 31″ N, 1° 04′ 33″ E / 42.3753362407556°N,1.07580660133453°E |           |                     | Modifica les dades a Wikidata |
|        | borda de Ferrer          | Soriguera | borda        |         | 42° 21′ 21″ N, 1° 04′ 46″ E / 42.3558025591115°N,1.07953546382016°E |           |                     | Modifica les dades a Wikidata |
|        | borda de Fiter           | Soriguera | borda        |         | 42° 22′ 21″ N, 1° 04′ 26″ E / 42.3724308736576°N,1.0738670783515°E  |           |                     | Modifica les dades a Wikidata |
|        | borda de Jepet           | Soriguera | borda        |         | 42° 22′ 15″ N, 1° 07′ 27″ E / 42.3708405347512°N,1.12403758436773°E |           |                     | Modifica les dades a Wikidata |
|        | borda de Lluc            | Soriguera | borda        |         | 42° 22′ 40″ N, 1° 07′ 15″ E / 42.3777413607885°N,1.12089273894763°E |           |                     | Modifica les dades a Wikidata |
|        | borda de Menal           | Soriguera | borda        |         | 42° 21′ 53″ N, 1° 05′ 57″ E / 42.3648°N,1.09906°E                   |           |                     | Modifica les dades a Wikidata |
|        | borda de Montmaior       | Soriguera | borda        |         | 42° 21′ 38″ N, 1° 08′ 09″ E / 42.3606323880664°N,1.1358893042622°E  |           |                     | Modifica les dades a Wikidata |
|        | borda de Móra            | Soriguera | borda        |         | 42° 23′ 17″ N, 1° 03′ 31″ E / 42.3881586381116°N,1.0586260874323°E  |           |                     | Modifica les dades a Wikidata |
|        | borda de Porgueres       | Soriguera | borda        |         | 42° 22′ 27″ N, 1° 07′ 11″ E / 42.3740647649085°N,1.11965423210863°E |           |                     | Modifica les dades a Wikidata |
|        | borda de Pubill          | Soriguera | borda        |         | 42° 22′ 38″ N, 1° 02′ 55″ E / 42.3770919258258°N,1.04861869297218°E |           |                     | Modifica les dades a Wikidata |
|        | borda de Ramon           | Soriguera | borda        |         | 42° 23′ 20″ N, 1° 03′ 33″ E / 42.3889875893095°N,1.05918365485027°E |           |                     | Modifica les dades a Wikidata |
|        | borda de Rovadells       | Soriguera | borda        |         | 42° 22′ 24″ N, 1° 06′ 47″ E / 42.3732179320762°N,1.11306028916708°E |           |                     | Modifica les dades a Wikidata |
|        | borda de Serrado         | Soriguera | borda        |         | 42° 22′ 20″ N, 1° 04′ 23″ E / 42.3722287940707°N,1.07309596713505°E |           |                     | Modifica les dades a Wikidata |
|        | borda de Soliguer        | Soriguera | borda        |         | 42° 22′ 29″ N, 1° 06′ 58″ E / 42.37469357277°N,1.1162490422591°E    |           |                     | Modifica les dades a Wikidata |
|        | borda de l'Orient        | Soriguera | borda        |         | 42° 23′ 06″ N, 1° 08′ 42″ E / 42.3849882800204°N,1.14505684417074°E |           |                     | Modifica les dades a Wikidata |
|        | borda del Batlle         | Soriguera | borda        |         | 42° 22′ 28″ N, 1° 03′ 02″ E / 42.374497459426°N,1.0506694439613°E   |           |                     | Modifica les dades a Wikidata |
|        | borda del Bisbe          | Soriguera | borda        |         | 42° 21′ 41″ N, 1° 09′ 39″ E / 42.3612969508997°N,1.16086008367937°E |           |                     | Modifica les dades a Wikidata |
|        | borda del Crac           | Soriguera | borda        |         | 42° 22′ 05″ N, 1° 04′ 23″ E / 42.3681683308967°N,1.07315939518879°E |           |                     | Modifica les dades a Wikidata |
|        | borda del Frare          | Soriguera | borda        |         | 42° 22′ 32″ N, 1° 04′ 32″ E / 42.3755383715719°N,1.07550893011431°E |           |                     | Modifica les dades a Wikidata |
|        | borda del Gosset         | Soriguera | borda        |         | 42° 23′ 19″ N, 1° 11′ 30″ E / 42.3885679597308°N,1.19154029932361°E |           |                     | Modifica les dades a Wikidata |
|        | borda del Notari         | Soriguera | borda        |         | 42° 23′ 29″ N, 1° 09′ 35″ E / 42.3913294384157°N,1.15965523983808°E |           |                     | Modifica les dades a Wikidata |
|        | borda del Pla de la Casa | Soriguera | borda        |         | 42° 24′ 01″ N, 1° 09′ 16″ E / 42.4001442951159°N,1.15451305291366°E |           |                     | Modifica les dades a Wikidata |
|        | borda del Puiol          | Soriguera | borda        |         | 42° 23′ 00″ N, 1° 11′ 00″ E / 42.3834237140535°N,1.18343993528872°E |           |                     | Modifica les dades a Wikidata |
|        | borda del Roi            | Soriguera | borda        |         | 42° 22′ 32″ N, 1° 07′ 04″ E / 42.375680103107°N,1.11766269549704°E  |           |                     | Modifica les dades a Wikidata |
|        | borda del Sastre         | Soriguera | borda        |         | 42° 22′ 39″ N, 1° 01′ 40″ E / 42.3776262041371°N,1.0277472169254°E  |           |                     | Modifica les dades a Wikidata |
|        | borda del Vilar          | Soriguera | borda        |         | 42° 22′ 29″ N, 1° 11′ 03″ E / 42.374708920161°N,1.18417701929812°E  |           |                     | Modifica les dades a Wikidata |
|        | borda des Torres         | Soriguera | borda        |         | 42° 22′ 10″ N, 1° 10′ 25″ E / 42.369316186751°N,1.1734889170692°E   |           |                     | Modifica les dades a Wikidata |
|        | bordes d'Escós           | Soriguera | borda        |         | 42° 22′ 23″ N, 1° 04′ 32″ E / 42.3730725084738°N,1.07560853247396°E |           |                     | Modifica les dades a Wikidata |
|        | bordes d'Estac           | Soriguera | borda        |         | 42° 23′ 24″ N, 1° 03′ 31″ E / 42.389943039808°N,1.0586952970343°E   |           |                     | Modifica les dades a Wikidata |
|        | bordes de les Culties    | Soriguera | borda        |         | 42° 22′ 25″ N, 1° 12′ 28″ E / 42.3736924275429°N,1.2077078271288°E  |           |                     | Modifica les dades a Wikidata |
|        | cortal de Prior          | Soriguera | borda        |         | 42° 23′ 49″ N, 1° 11′ 34″ E / 42.3968380964041°N,1.1928701240116°E  |           |                     | Modifica les dades a Wikidata |
|        | la Barraca               | Soriguera | borda        |         | 42° 24′ 25″ N, 1° 09′ 35″ E / 42.4070260667077°N,1.15964596635892°E |           |                     | Modifica les dades a Wikidata |
|        | la Bordeta               | Soriguera | borda        |         | 42° 23′ 22″ N, 1° 09′ 09″ E / 42.3893839559971°N,1.15236225463013°E |           |                     | Modifica les dades a Wikidata |

## casa
| imatge | Nom              | Ubicat a  | instància de | Detalls                     | coordenades                                                         | Protecció                                  | Commons (més fotos) | Dades a WD                    |
| ------ | ---------------- | --------- | ------------ | --------------------------- | ------------------------------------------------------------------- | ------------------------------------------ | ------------------- | ----------------------------- |
|        | Casa Batlle Vell | Soriguera | casa         | Estil: arquitectura popular | 42° 22′ 17″ N, 1° 03′ 54″ E / 42.371424°N,1.065036°E                | bé integrant del patrimoni cultural català |                     | Modifica les dades a Wikidata |
|        | Casa Faduguet    | Soriguera | casa         | Estil: gòtic flamíger       |                                                                     | bé integrant del patrimoni cultural català | Casa Faduguet       | Modifica les dades a Wikidata |
|        | Casa Macareno    | Soriguera | casa         | Estil: arquitectura popular | 42° 22′ 12″ N, 1° 07′ 20″ E / 42.370122°N,1.122132°E                | bé integrant del patrimoni cultural català |                     | Modifica les dades a Wikidata |
|        | l'Abadia         | Soriguera | casa         |                             | 42° 22′ 45″ N, 1° 09′ 42″ E / 42.3790678452038°N,1.16159249912842°E |                                            |                     | Modifica les dades a Wikidata |

## castell
| imatge | Nom               | Ubicat a  | instància de | Detalls       | coordenades                                                                   | Protecció | Commons (més fotos) | Dades a WD                    |
| ------ | ----------------- | --------- | ------------ | ------------- | ----------------------------------------------------------------------------- | --------- | ------------------- | ----------------------------- |
|        | Castell d'Arcalís | Soriguera | castell      | Estat: ruïnós | 42° 20′ 57″ N, 1° 05′ 29″ E / 42.3491043499335°N,1.09151590209321°E 1024 msnm |           |                     | Modifica les dades a Wikidata |
|        | Castell de Bielsa | Soriguera | castell      |               | 42° 22′ 13″ N, 1° 07′ 21″ E / 42.370234°N,1.122577°E 980.5 msnm               |           | Castell de Bielsa   | Modifica les dades a Wikidata |

## edifici
| imatge | Nom                    | Ubicat a  | instància de | Detalls                     | coordenades                                                       | Protecció                                  | Commons (més fotos) | Dades a WD                    |
| ------ | ---------------------- | --------- | ------------ | --------------------------- | ----------------------------------------------------------------- | ------------------------------------------ | ------------------- | ----------------------------- |
|        | Antic estudi d'Estac   | Soriguera | edifici      |                             | 42° 22′ 52″ N, 1° 04′ 34″ E / 42.381154°N,1.076192°E              | bé cultural d'interès local                |                     | Modifica les dades a Wikidata |
|        | Arcada                 | Soriguera | edifici      | Estil: arquitectura popular | 42° 22′ 13″ N, 1° 10′ 52″ E / 42.370304°N,1.181163°E              | bé integrant del patrimoni cultural català |                     | Modifica les dades a Wikidata |
|        | Casa forestal de Rubió | Soriguera | edifici      |                             | 42° 24′ 26″ N, 1° 14′ 04″ E / 42.407192994921°N,1.2343645240184°E |                                            |                     | Modifica les dades a Wikidata |

## edifici històric
| imatge | Nom                    | Ubicat a  | instància de             | Detalls | coordenades                                                         | Protecció | Commons (més fotos) | Dades a WD                    |
| ------ | ---------------------- | --------- | ------------------------ | ------- | ------------------------------------------------------------------- | --------- | ------------------- | ----------------------------- |
|        | Sant Julià             | Soriguera | edifici històric capella |         | 42° 22′ 17″ N, 1° 04′ 00″ E / 42.3714613307161°N,1.06656114798358°E |           |                     | Modifica les dades a Wikidata |
|        | la Santíssima Trinitat | Soriguera | edifici històric capella |         | 42° 22′ 58″ N, 1° 03′ 28″ E / 42.3826680008602°N,1.0577263679796°E  |           |                     | Modifica les dades a Wikidata |

## entitat singular de població
| imatge | Nom       | Ubicat a  | instància de                                                    | Detalls | coordenades                                                                   | Protecció | Commons (més fotos)  | Dades a WD                    |
| ------ | --------- | --------- | --------------------------------------------------------------- | ------- | ----------------------------------------------------------------------------- | --------- | -------------------- | ----------------------------- |
|        | Arcalís   | Soriguera | entitat singular de població                                    | 26 hab  | 42° 21′ 14″ N, 1° 05′ 03″ E / 42.353885°N,1.084081°E 800 msnm                 |           | Arcalís              | Modifica les dades a Wikidata |
|        | Baro      | Soriguera | entitat singular de població                                    | 56 hab  | 42° 21′ 35″ N, 1° 04′ 50″ E / 42.359773°N,1.080642°E 634.6 msnm               |           | Baro (Soriguera)     | Modifica les dades a Wikidata |
|        | Embonui   | Soriguera | entitat singular de població                                    | 20 hab  | 42° 23′ 59″ N, 1° 09′ 00″ E / 42.39986111°N,1.15001694°E 1117.2 msnm          |           |                      | Modifica les dades a Wikidata |
|        | Escós     | Soriguera | entitat singular de població                                    | 38 hab  | 42° 22′ 21″ N, 1° 03′ 58″ E / 42.37262778°N,1.06624722°E 779.2 msnm           |           |                      | Modifica les dades a Wikidata |
|        | Estac     | Soriguera | entitat singular de població                                    | 50 hab  | 42° 22′ 52″ N, 1° 04′ 33″ E / 42.381194°N,1.075934°E 1189.1 msnm              |           | Estac                | Modifica les dades a Wikidata |
|        | Freixa    | Soriguera | entitat singular de població                                    | 1 hab   | 42° 21′ 19″ N, 1° 11′ 10″ E / 42.35540556°N,1.18606417°E 1506.1 msnm          |           |                      | Modifica les dades a Wikidata |
|        | Llagunes  | Soriguera | entitat singular de població                                    | 37 hab  | 42° 22′ 12″ N, 1° 11′ 24″ E / 42.370138°N,1.189947°E 1302.2 msnm              |           | Llagunes (Soriguera) | Modifica les dades a Wikidata |
|        | Llavaners | Soriguera | entitat singular de població                                    | 0 hab   | 42° 22′ 40″ N, 1° 08′ 26″ E / 42.377790434589°N,1.1404486908739°E 1302.2 msnm |           |                      | Modifica les dades a Wikidata |
|        | Malmercat | Soriguera | entitat singular de població                                    | 43 hab  | 42° 22′ 12″ N, 1° 07′ 20″ E / 42.370043°N,1.122085°E 972.2 msnm               |           | Malmercat            | Modifica les dades a Wikidata |
|        | Mencui    | Soriguera | entitat singular de població                                    | 11 hab  | 42° 22′ 49″ N, 1° 02′ 34″ E / 42.380278°N,1.042778°E 1256.4 msnm              |           | Mencui               | Modifica les dades a Wikidata |
|        | Puiforniu | Soriguera | entitat singular de població                                    | 8 hab   | 42° 22′ 09″ N, 1° 09′ 25″ E / 42.36911139°N,1.15688889°E 1113.7 msnm          |           |                      | Modifica les dades a Wikidata |
|        | Rubió     | Soriguera | entitat singular de població                                    | 4 hab   | 42° 22′ 33″ N, 1° 13′ 21″ E / 42.37583333°N,1.2225°E 1687 msnm                |           | Rubió (Soriguera)    | Modifica les dades a Wikidata |
|        | Savarneda | Soriguera | entitat singular de població                                    | 0 hab   | 42° 23′ 22″ N, 1° 07′ 45″ E / 42.38953611°N,1.12908056°E 679.6 msnm           |           |                      | Modifica les dades a Wikidata |
|        | Soriguera | Soriguera | entitat singular de població                                    | 22 hab  | 42° 22′ 13″ N, 1° 10′ 56″ E / 42.37023875°N,1.18218462°E 1175 msnm            |           |                      | Modifica les dades a Wikidata |
|        | Tornafort | Soriguera | entitat singular de població entitat municipal descentralitzada | 45 hab  | 42° 22′ 08″ N, 1° 08′ 25″ E / 42.368944°N,1.140268°E 1297.4 msnm              |           | Tornafort            | Modifica les dades a Wikidata |
|        | Vilamur   | Soriguera | entitat singular de població capital municipal                  | 86 hab  | 42° 22′ 47″ N, 1° 09′ 39″ E / 42.379696°N,1.160903°E 1257.2 msnm              |           | Vilamur              | Modifica les dades a Wikidata |

## església
| imatge | Nom                                    | Ubicat a            | instància de              | Detalls                                                 | coordenades                                                                     | Protecció                                  | Commons (més fotos)                    | Dades a WD                    |
| ------ | -------------------------------------- | ------------------- | ------------------------- | ------------------------------------------------------- | ------------------------------------------------------------------------------- | ------------------------------------------ | -------------------------------------- | ----------------------------- |
|        | Mare de Déu d'Arboló                   | Soriguera           | església                  | Estil: arquitectura romànica                            | 42° 20′ 07″ N, 1° 03′ 58″ E / 42.33537°N,1.066081°E 639.7 msnm                  | bé cultural d'interès local                | Mare de Déu d'Arboló                   | Modifica les dades a Wikidata |
|        | Mare de Déu de Burg                    | Soriguera           | església                  |                                                         | 42° 22′ 41″ N, 1° 11′ 01″ E / 42.37818889°N,1.1835525°E 1408.1 msnm             |                                            |                                        | Modifica les dades a Wikidata |
|        | Mare de Déu de Medina                  | Soriguera           | església                  |                                                         | 42° 22′ 47″ N, 1° 09′ 42″ E / 42.379649°N,1.161613°E 1260.7 msnm                | bé cultural d'interès local                | Mare de Déu de Medina                  | Modifica les dades a Wikidata |
|        | Mare de Déu de Serenyà                 | Soriguera           | església                  | Estil: arquitectura romànica 12nd century Estat: ruïnós | 42° 21′ 24″ N, 1° 05′ 43″ E / 42.35667778°N,1.09520833°E ca:Arcalís 1036.1 msnm |                                            | Mare de Déu de Serenyà                 | Modifica les dades a Wikidata |
|        | Mare de Déu del Roser de Baro          | Soriguera           | església                  | Estil: arquitectura popular                             | 42° 21′ 34″ N, 1° 04′ 49″ E / 42.359345°N,1.080154°E 631.4 msnm                 | bé integrant del patrimoni cultural català |                                        | Modifica les dades a Wikidata |
|        | Mare de Déu del Roser de Casa Franquet | Soriguera           | església                  |                                                         | 42° 22′ 48″ N, 1° 09′ 38″ E / 42.379902°N,1.160614°E 1257.2 msnm                |                                            | Mare de Déu del Roser de Casa Franquet | Modifica les dades a Wikidata |
|        | Mare de Déu del Roser de Vilamur       | Soriguera           | església                  |                                                         | 42° 22′ 51″ N, 1° 09′ 42″ E / 42.3808°N,1.16163°E 1257.2 msnm                   |                                            |                                        | Modifica les dades a Wikidata |
|        | Sant Andreu de Malmercat               | Soriguera           | església                  |                                                         | 42° 22′ 15″ N, 1° 07′ 21″ E / 42.3707°N,1.1224°E 943.4 msnm                     |                                            | Sant Andreu de Malmercat               | Modifica les dades a Wikidata |
|        | Sant Clem de Mencui                    | Soriguera           | església                  |                                                         | 42° 22′ 51″ N, 1° 02′ 33″ E / 42.380807°N,1.042543°E 1258 msnm                  |                                            | Sant Clem de Mencui                    | Modifica les dades a Wikidata |
|        | Sant Esteve d'Escós                    | Soriguera           | església                  | Estil: arquitectura popular                             | 42° 22′ 17″ N, 1° 03′ 53″ E / 42.371375°N,1.064758°E 779.2 msnm                 | bé integrant del patrimoni cultural català |                                        | Modifica les dades a Wikidata |
|        | Sant Lliser d'Arcalís                  | Soriguera           | església                  | Estil: arquitectura popular                             | 42° 21′ 13″ N, 1° 05′ 04″ E / 42.353487°N,1.08446°E 791 msnm                    | bé integrant del patrimoni cultural català | Sant Lliser d'Arcalís                  | Modifica les dades a Wikidata |
|        | Sant Martí de Llagunes                 | Soriguera           | església                  | Estil: arquitectura romànica arquitectura popular       | 42° 22′ 13″ N, 1° 11′ 23″ E / 42.370203°N,1.189831°E 1302 msnm                  | bé cultural d'interès local                | Sant Martí de Llagunes                 | Modifica les dades a Wikidata |
|        | Sant Martí del Castell d'Arcalís       | Soriguera           | església                  |                                                         | 42° 21′ 01″ N, 1° 05′ 34″ E / 42.3502°N,1.09284°E 1024.2 msnm                   |                                            |                                        | Modifica les dades a Wikidata |
|        | Sant Marçal d'Estac                    | Soriguera           | església                  | Estil: arquitectura popular                             | 42° 22′ 52″ N, 1° 04′ 33″ E / 42.381166°N,1.075857°E 1157.7 msnm                | bé integrant del patrimoni cultural català |                                        | Modifica les dades a Wikidata |
|        | Sant Miquel de Vilamur                 | Soriguera           | església                  |                                                         | 42° 22′ 42″ N, 1° 11′ 01″ E / 42.3782°N,1.18355°E 1408.1 msnm                   |                                            |                                        | Modifica les dades a Wikidata |
|        | Sant Romà d'Estac                      | Soriguera           | església edifici històric |                                                         | 42° 23′ 31″ N, 1° 04′ 15″ E / 42.39203333°N,1.070925°E 1446.9 msnm              |                                            |                                        | Modifica les dades a Wikidata |
|        | Sant Sadurní de Freixa                 | Soriguera           | església                  |                                                         | 42° 21′ 20″ N, 1° 11′ 09″ E / 42.35553611°N,1.18592944°E 1528.2 msnm            |                                            |                                        | Modifica les dades a Wikidata |
|        | Sant Salvador de Rubió                 | Soriguera           | església                  | Estil: arquitectura popular                             | 42° 22′ 34″ N, 1° 13′ 20″ E / 42.376161°N,1.222126°E 1678.1 msnm                | bé integrant del patrimoni cultural català |                                        | Modifica les dades a Wikidata |
|        | Sant Sebastià d'Estac                  | Soriguera           | església                  | Estil: arquitectura romànica                            | 42° 22′ 37″ N, 1° 05′ 01″ E / 42.376944°N,1.083736°E 1194.6 msnm                | bé integrant del patrimoni cultural català |                                        | Modifica les dades a Wikidata |
|        | Sant Serni de Llavaners                | Soriguera           | església                  |                                                         | 42° 22′ 42″ N, 1° 08′ 47″ E / 42.3784°N,1.14648°E 921.4 msnm                    |                                            |                                        | Modifica les dades a Wikidata |
|        | Sant Serni de Vilamur                  | Soriguera           | església                  |                                                         | 42° 22′ 42″ N, 1° 11′ 01″ E / 42.3782°N,1.18355°E 1408.1 msnm                   |                                            |                                        | Modifica les dades a Wikidata |
|        | Santa Cecília de Puiforniu             | Soriguera           | església                  |                                                         | 42° 22′ 08″ N, 1° 09′ 27″ E / 42.369°N,1.15744°E 1105 msnm                      |                                            |                                        | Modifica les dades a Wikidata |
|        | Santa Coloma de Tornafort              | Soriguera           | església                  | Estil: arquitectura popular                             | 42° 22′ 08″ N, 1° 08′ 25″ E / 42.368863°N,1.140198°E 1297.4 msnm                | bé cultural d'interès local                |                                        | Modifica les dades a Wikidata |
|        | Santa Eugènia d'Embonui                | Soriguera           | església                  | Estil: arquitectura popular                             | 42° 23′ 56″ N, 1° 08′ 54″ E / 42.399025°N,1.14836°E 1117.2 msnm                 | bé integrant del patrimoni cultural català |                                        | Modifica les dades a Wikidata |
|        | Santa Eulàlia de Soriguera             | Soriguera           | església                  | Estil: arquitectura popular                             | 42° 22′ 14″ N, 1° 10′ 53″ E / 42.370566°N,1.181495°E 1190.1 msnm                | bé integrant del patrimoni cultural català |                                        | Modifica les dades a Wikidata |
|        | Santa Eulàlia del Castell de Bielsa    | Soriguera Malmercat | església capella          | Estil: arquitectura popular                             | 42° 22′ 12″ N, 1° 07′ 21″ E / 42.370099°N,1.122376°E 972.2 msnm                 | bé integrant del patrimoni cultural català |                                        | Modifica les dades a Wikidata |
|        | Santa Maria de Tornafort               | Tornafort           | església eremitori        |                                                         | 42° 22′ 07″ N, 1° 08′ 01″ E / 42.368543°N,1.13352°E 1186 msnm                   |                                            |                                        | Modifica les dades a Wikidata |
|        | el Sant Crist de Tornafort             | Soriguera           | església                  |                                                         | 42° 22′ 18″ N, 1° 08′ 20″ E / 42.371775°N,1.13900556°E 1250.5 msnm              |                                            |                                        | Modifica les dades a Wikidata |
|        | la Immaculada de Saverneda             | Soriguera           | església                  |                                                         | 42° 23′ 17″ N, 1° 07′ 40″ E / 42.3879497674001°N,1.12780421834981°E 682 msnm    |                                            |                                        | Modifica les dades a Wikidata |

## font
| imatge | Nom                  | Ubicat a  | instància de | Detalls | coordenades                                                         | Protecció | Commons (més fotos) | Dades a WD                    |
| ------ | -------------------- | --------- | ------------ | ------- | ------------------------------------------------------------------- | --------- | ------------------- | ----------------------------- |
|        | Fonterminyana        | Soriguera | font         |         | 42° 21′ 30″ N, 1° 10′ 53″ E / 42.3584545496623°N,1.18139102577579°E |           |                     | Modifica les dades a Wikidata |
|        | font Grossa          | Soriguera | font         |         | 42° 23′ 53″ N, 1° 03′ 30″ E / 42.398043743687°N,1.0584455252182°E   |           |                     | Modifica les dades a Wikidata |
|        | font Llosana         | Soriguera | font         |         | 42° 23′ 07″ N, 1° 10′ 50″ E / 42.3853222023999°N,1.18049402720955°E |           |                     | Modifica les dades a Wikidata |
|        | font de Coma-sarrera | Soriguera | font         |         | 42° 24′ 04″ N, 1° 12′ 48″ E / 42.4011462931184°N,1.21319623936654°E |           |                     | Modifica les dades a Wikidata |
|        | font de Cortinat     | Soriguera | font         |         | 42° 21′ 57″ N, 1° 03′ 24″ E / 42.3658556175046°N,1.05672655036401°E |           |                     | Modifica les dades a Wikidata |
|        | font de Finescurt    | Soriguera | font         |         | 42° 24′ 04″ N, 1° 11′ 44″ E / 42.401186683777°N,1.195650778521°E    |           |                     | Modifica les dades a Wikidata |
|        | font de Grabiel      | Soriguera | font         |         | 42° 21′ 08″ N, 1° 07′ 14″ E / 42.352250489484°N,1.1205619808659°E   |           |                     | Modifica les dades a Wikidata |
|        | font de l'Orri       | Soriguera | font         |         | 42° 21′ 10″ N, 1° 07′ 32″ E / 42.3527750624111°N,1.12567997756137°E |           |                     | Modifica les dades a Wikidata |
|        | font de la Tartera   | Soriguera | font         |         | 42° 22′ 02″ N, 1° 02′ 59″ E / 42.367276189498°N,1.0496784082302°E   |           |                     | Modifica les dades a Wikidata |
|        | font del Bosc        | Soriguera | font         |         | 42° 21′ 38″ N, 1° 11′ 14″ E / 42.360526713793°N,1.1871007011957°E   |           |                     | Modifica les dades a Wikidata |
|        | font del Clop        | Soriguera | font         |         | 42° 22′ 52″ N, 1° 04′ 12″ E / 42.381126779457°N,1.0698990646791°E   |           |                     | Modifica les dades a Wikidata |
|        | font del Monjo       | Soriguera | font         |         | 42° 20′ 58″ N, 1° 06′ 26″ E / 42.349330493481°N,1.1072943165922°E   |           |                     | Modifica les dades a Wikidata |
|        | font del Serni       | Soriguera | font         |         | 42° 22′ 56″ N, 1° 08′ 12″ E / 42.382231889443°N,1.1366734903396°E   |           |                     | Modifica les dades a Wikidata |

## indret
| imatge | Nom           | Ubicat a          | instància de | Detalls | coordenades                                                    | Protecció | Commons (més fotos) | Dades a WD                    |
| ------ | ------------- | ----------------- | ------------ | ------- | -------------------------------------------------------------- | --------- | ------------------- | ----------------------------- |
|        | Peracanella   | Llarvén Soriguera | indret       |         | 42° 23′ 15″ N, 1° 04′ 53″ E / 42.387615°N,1.081357°E 1450 msnm |           |                     | Modifica les dades a Wikidata |
|        | pla de Caubet | Soriguera         | indret       |         | 42° 24′ 25″ N, 1° 12′ 28″ E / 42.40703°N,1.20789°E             |           |                     | Modifica les dades a Wikidata |

## masia
| imatge | Nom                        | Ubicat a  | instància de | Detalls                     | coordenades                                                                   | Protecció                                  | Commons (més fotos)  | Dades a WD                    |
| ------ | -------------------------- | --------- | ------------ | --------------------------- | ----------------------------------------------------------------------------- | ------------------------------------------ | -------------------- | ----------------------------- |
|        | Ca l'Ametlló               | Soriguera | masia        |                             | 42° 23′ 56″ N, 1° 08′ 54″ E / 42.3989528717549°N,1.14820550307058°E           |                                            |                      | Modifica les dades a Wikidata |
|        | Ca l'Andreu                | Soriguera | masia        |                             | 42° 22′ 33″ N, 1° 13′ 17″ E / 42.3757237222333°N,1.2213263213934°E            |                                            |                      | Modifica les dades a Wikidata |
|        | Cal Bigorra                | Soriguera | masia        |                             | 42° 22′ 33″ N, 1° 13′ 18″ E / 42.3758529491381°N,1.22152915418306°E           |                                            |                      | Modifica les dades a Wikidata |
|        | Cal Bisbe                  | Soriguera | masia        |                             | 42° 22′ 04″ N, 1° 09′ 23″ E / 42.3677882070036°N,1.15626229001213°E           |                                            |                      | Modifica les dades a Wikidata |
|        | Cal Bosc                   | Soriguera | masia        |                             | 42° 22′ 12″ N, 1° 11′ 22″ E / 42.3699844722865°N,1.18952325160665°E           |                                            |                      | Modifica les dades a Wikidata |
|        | Cal Buseu                  | Soriguera | masia        |                             | 42° 22′ 03″ N, 1° 09′ 22″ E / 42.3676340113136°N,1.15619393494552°E           |                                            |                      | Modifica les dades a Wikidata |
|        | Cal Butxaca                | Soriguera | masia        |                             | 42° 21′ 13″ N, 1° 11′ 00″ E / 42.3536484232642°N,1.18327803247567°E           |                                            |                      | Modifica les dades a Wikidata |
|        | Cal Cameta                 | Soriguera | masia        |                             | 42° 23′ 56″ N, 1° 08′ 56″ E / 42.3989082815421°N,1.14879003015732°E           |                                            |                      | Modifica les dades a Wikidata |
|        | Cal Cílio                  | Soriguera | masia        |                             | 42° 22′ 12″ N, 1° 11′ 25″ E / 42.3700407913364°N,1.19023817563811°E           |                                            |                      | Modifica les dades a Wikidata |
|        | Cal Dot                    | Soriguera | masia        |                             | 42° 22′ 13″ N, 1° 10′ 50″ E / 42.3702028635969°N,1.18056625527391°E           |                                            |                      | Modifica les dades a Wikidata |
|        | Cal Ferrer                 | Soriguera | masia        |                             | 42° 22′ 10″ N, 1° 11′ 26″ E / 42.3695150642282°N,1.19059332317765°E           |                                            |                      | Modifica les dades a Wikidata |
|        | Cal Fèlix                  | Soriguera | masia        |                             | 42° 22′ 14″ N, 1° 11′ 27″ E / 42.37063394367°N,1.19073122793666°E             |                                            |                      | Modifica les dades a Wikidata |
|        | Cal Josep                  | Soriguera | masia        |                             | 42° 23′ 57″ N, 1° 08′ 55″ E / 42.3990745982675°N,1.14849353122248°E           |                                            |                      | Modifica les dades a Wikidata |
|        | Cal Maella                 | Soriguera | masia        |                             | 42° 21′ 13″ N, 1° 10′ 58″ E / 42.3536323037286°N,1.18282925726845°E           |                                            |                      | Modifica les dades a Wikidata |
|        | Cal Marquet                | Soriguera | masia        |                             | 42° 22′ 11″ N, 1° 11′ 23″ E / 42.3696111992511°N,1.18983759201246°E           |                                            |                      | Modifica les dades a Wikidata |
|        | Cal Masover                | Soriguera | masia        |                             | 42° 21′ 14″ N, 1° 11′ 01″ E / 42.3538891958427°N,1.18369605393056°E           |                                            |                      | Modifica les dades a Wikidata |
|        | Cal Molineret              | Soriguera | masia        |                             | 42° 22′ 13″ N, 1° 10′ 52″ E / 42.3701854924347°N,1.18117399680926°E           |                                            |                      | Modifica les dades a Wikidata |
|        | Cal Pei                    | Soriguera | masia        |                             | 42° 22′ 34″ N, 1° 13′ 19″ E / 42.3762115509733°N,1.22200487211066°E           |                                            |                      | Modifica les dades a Wikidata |
|        | Cal Portaler               | Soriguera | masia        |                             | 42° 22′ 24″ N, 1° 07′ 58″ E / 42.3734134079546°N,1.13269352538403°E           |                                            |                      | Modifica les dades a Wikidata |
|        | Cal Putxó                  | Soriguera | masia        |                             | 42° 22′ 03″ N, 1° 09′ 19″ E / 42.3676375604853°N,1.15529515340132°E           |                                            |                      | Modifica les dades a Wikidata |
|        | Cal Soler                  | Soriguera | masia        |                             | 42° 22′ 34″ N, 1° 13′ 20″ E / 42.3760896697914°N,1.22227552254229°E           |                                            |                      | Modifica les dades a Wikidata |
|        | Cal Toni                   | Soriguera | masia        |                             | 42° 22′ 14″ N, 1° 10′ 51″ E / 42.3704934177377°N,1.1807157501721°E            |                                            |                      | Modifica les dades a Wikidata |
|        | Cal Tonico                 | Soriguera | masia        |                             | 42° 22′ 14″ N, 1° 11′ 23″ E / 42.3705098235547°N,1.189714622256°E             |                                            |                      | Modifica les dades a Wikidata |
|        | Cal Torredà                | Soriguera | masia        |                             | 42° 20′ 48″ N, 1° 11′ 02″ E / 42.3466427296872°N,1.18389259866018°E           |                                            |                      | Modifica les dades a Wikidata |
|        | Cal Torres                 | Soriguera | masia        |                             | 42° 22′ 15″ N, 1° 10′ 53″ E / 42.3708724987519°N,1.18133634341965°E           |                                            |                      | Modifica les dades a Wikidata |
|        | Cal Torà                   | Soriguera | masia        |                             | 42° 23′ 55″ N, 1° 08′ 54″ E / 42.3987370361498°N,1.14822400176159°E           |                                            |                      | Modifica les dades a Wikidata |
|        | Cal Vaquer                 | Soriguera | masia        |                             | 42° 22′ 05″ N, 1° 09′ 22″ E / 42.3680557109048°N,1.15609658776002°E           |                                            |                      | Modifica les dades a Wikidata |
|        | Casa Morreres de Saverneda | Soriguera | masia        | Estil: arquitectura popular | 42° 23′ 18″ N, 1° 07′ 42″ E / 42.388275°N,1.128285°E                          | bé integrant del patrimoni cultural català |                      | Modifica les dades a Wikidata |
|        | Casa Nadal                 | Soriguera | masia        |                             | 42° 22′ 29″ N, 1° 07′ 23″ E / 42.3748515688525°N,1.12315299485473°E           |                                            |                      | Modifica les dades a Wikidata |
|        | Casa Pubill                | Soriguera | masia        |                             | 42° 22′ 50″ N, 1° 02′ 34″ E / 42.3804415303067°N,1.04278170016247°E 1256 msnm |                                            | Casa Pubill (Mencui) | Modifica les dades a Wikidata |
|        | Casa Vella del Batlle      | Soriguera | masia        |                             | 42° 22′ 49″ N, 1° 02′ 30″ E / 42.3803070997538°N,1.04176555703157°E           |                                            |                      | Modifica les dades a Wikidata |
|        | Casa de la Masia           | Soriguera | masia        |                             | 42° 21′ 18″ N, 1° 05′ 02″ E / 42.3549207550252°N,1.08388480028281°E           |                                            |                      | Modifica les dades a Wikidata |
|        | Xalet de la Rosa           | Soriguera | masia        |                             | 42° 22′ 52″ N, 1° 09′ 41″ E / 42.3811009984255°N,1.16146028707938°E           |                                            |                      | Modifica les dades a Wikidata |
|        | l'Hostal Nou               | Soriguera | masia        |                             | 42° 23′ 25″ N, 1° 07′ 38″ E / 42.390282748512°N,1.1272853640146°E 681 msnm    |                                            |                      | Modifica les dades a Wikidata |
|        | la Bona Mossa              | Soriguera | masia        |                             | 42° 21′ 04″ N, 1° 04′ 14″ E / 42.3510931454884°N,1.07045168930746°E           |                                            |                      | Modifica les dades a Wikidata |
|        | la Torreta                 | Soriguera | masia        |                             | 42° 21′ 28″ N, 1° 05′ 09″ E / 42.3577701287914°N,1.08571669601739°E           |                                            |                      | Modifica les dades a Wikidata |

## muntanya
| imatge | Nom                     | Ubicat a                         | instància de | Detalls | coordenades                                                             | Protecció | Commons (més fotos) | Dades a WD                    |
| ------ | ----------------------- | -------------------------------- | ------------ | ------- | ----------------------------------------------------------------------- | --------- | ------------------- | ----------------------------- |
|        | Bony d'Espinet          | Soriguera Baix Pallars           | muntanya     |         | 42° 23′ 34″ N, 1° 02′ 09″ E / 42.39284722°N,1.03571167°E 1842.1 msnm    |           |                     | Modifica les dades a Wikidata |
|        | Bony de Mollet          | Soriguera                        | muntanya     |         | 42° 20′ 12″ N, 1° 09′ 59″ E / 42.3366°N,1.16646°E 1815.2 msnm           |           |                     | Modifica les dades a Wikidata |
|        | Bony de la Socarrada    | Soriguera                        | muntanya     |         | 42° 25′ 13″ N, 1° 13′ 38″ E / 42.4202°N,1.22716°E 2275 msnm             |           |                     | Modifica les dades a Wikidata |
|        | Bony del Peçó           | Soriguera                        | muntanya     |         | 42° 23′ 41″ N, 1° 11′ 14″ E / 42.3947°N,1.18718°E 2025.9 msnm           |           |                     | Modifica les dades a Wikidata |
|        | Bony del Raset          | Soriguera                        | muntanya     |         | 42° 25′ 40″ N, 1° 15′ 20″ E / 42.42769722°N,1.255625°E 2008.2 msnm      |           |                     | Modifica les dades a Wikidata |
|        | Cap de la Muntanyeta    | Soriguera Baix Pallars Sort      | muntanya     |         | 42° 24′ 38″ N, 1° 02′ 41″ E / 42.4106°N,1.04464°E 2223 msnm             |           |                     | Modifica les dades a Wikidata |
|        | Cap del Bosc            | Soriguera Baix Pallars           | muntanya     |         | 42° 21′ 48″ N, 1° 01′ 59″ E / 42.363425°N,1.033175°E 1508.8 msnm        |           |                     | Modifica les dades a Wikidata |
|        | Lo Tossal               | Soriguera                        | muntanya     |         | 42° 22′ 03″ N, 1° 07′ 49″ E / 42.3674°N,1.13024°E 1201.4 msnm           |           |                     | Modifica les dades a Wikidata |
|        | Punta Barruera          | Soriguera                        | muntanya     |         | 42° 20′ 28″ N, 1° 09′ 58″ E / 42.34105833°N,1.16613056°E 1826.6 msnm    |           |                     | Modifica les dades a Wikidata |
|        | Roca Llobatera          | Soriguera                        | muntanya     |         | 42° 21′ 25″ N, 1° 05′ 28″ E / 42.357025°N,1.091075°E 871.9 msnm         |           |                     | Modifica les dades a Wikidata |
|        | Roca Negra              | Soriguera                        | muntanya     |         | 42° 24′ 34″ N, 1° 12′ 01″ E / 42.40955833°N,1.20020111°E 2200 msnm      |           |                     | Modifica les dades a Wikidata |
|        | Roca Punxeguda          | Soriguera                        | muntanya     |         | 42° 20′ 43″ N, 1° 04′ 29″ E / 42.3452°N,1.07474°E 876.7 msnm            |           |                     | Modifica les dades a Wikidata |
|        | Roca Senyada            | Soriguera Montferrer i Castellbò | muntanya     |         | 42° 24′ 41″ N, 1° 14′ 43″ E / 42.41143611°N,1.24538333°E 2063.3 msnm    |           |                     | Modifica les dades a Wikidata |
|        | Roca de Coma-sarrera    | Soriguera                        | muntanya     |         | 42° 24′ 11″ N, 1° 13′ 02″ E / 42.40296667°N,1.21713056°E 2374.5 msnm    |           |                     | Modifica les dades a Wikidata |
|        | Roca de Llagunes        | Soriguera                        | muntanya     |         | 42° 21′ 30″ N, 1° 12′ 27″ E / 42.35836389°N,1.20746944°E 1742.5 msnm    |           |                     | Modifica les dades a Wikidata |
|        | Roca de Verdàs          | Soriguera                        | muntanya     |         | 42° 20′ 59″ N, 1° 10′ 38″ E / 42.3496°N,1.17736°E 1625 msnm             |           |                     | Modifica les dades a Wikidata |
|        | Roca de les Creus       | Soriguera Baix Pallars           | muntanya     |         | 42° 22′ 30″ N, 1° 01′ 50″ E / 42.37495278°N,1.03043889°E 1657.3 msnm    |           |                     | Modifica les dades a Wikidata |
|        | Roques de Burg          | Soriguera                        | muntanya     |         | 42° 22′ 45″ N, 1° 11′ 29″ E / 42.37907222°N,1.19136389°E 1447 msnm      |           |                     | Modifica les dades a Wikidata |
|        | Roques de Puigsaré      | Soriguera                        | muntanya     |         | 42° 24′ 12″ N, 1° 10′ 03″ E / 42.4034°N,1.1674°E 1450 msnm              |           |                     | Modifica les dades a Wikidata |
|        | Sant Quir               | Soriguera                        | muntanya     |         | 42° 21′ 13″ N, 1° 10′ 09″ E / 42.3535°N,1.16904°E 1790.3 msnm           |           |                     | Modifica les dades a Wikidata |
|        | Serrat del Vinagre      | Soriguera                        | muntanya     |         | 42° 22′ 32″ N, 1° 08′ 08″ E / 42.37553611°N,1.13542°E 1265.8 msnm       |           |                     | Modifica les dades a Wikidata |
|        | Torreta de l'Orri       | Soriguera                        | muntanya     |         | 42° 24′ 30″ N, 1° 12′ 55″ E / 42.4082200283°N,1.21520712654°E 2436 msnm |           | Torreta de l'Orri   | Modifica les dades a Wikidata |
|        | Tossal del Puial        | Soriguera Baix Pallars           | muntanya     |         | 42° 20′ 30″ N, 1° 07′ 59″ E / 42.341786°N,1.13303°E 1913 msnm           |           |                     | Modifica les dades a Wikidata |
|        | l'Eixida de Montenartró | Soriguera                        | muntanya     |         | 42° 25′ 02″ N, 1° 14′ 43″ E / 42.4172°N,1.24526°E 2185.3 msnm           |           |                     | Modifica les dades a Wikidata |

## pont
| imatge | Nom                  | Ubicat a  | instància de | Detalls                     | coordenades                                                        | Protecció | Commons (més fotos) | Dades a WD                    |
| ------ | -------------------- | --------- | ------------ | --------------------------- | ------------------------------------------------------------------ | --------- | ------------------- | ----------------------------- |
|        | Palanca de Llavaners | Soriguera | pont         |                             | 42° 22′ 52″ N, 1° 08′ 49″ E / 42.381045401529°N,1.14682492062776°E |           |                     | Modifica les dades a Wikidata |
|        | Pont d'Arcalís       | Baro      | pont         | Travessa: Noguera Pallaresa | 42° 21′ 36″ N, 1° 05′ 10″ E / 42.360078°N,1.0860024°E              |           | Pont d'Arcalís      | Modifica les dades a Wikidata |
|        | Pont de Baro         | Soriguera | pont         |                             | 42° 21′ 34″ N, 1° 04′ 43″ E / 42.359537°N,1.078586°E               |           |                     | Modifica les dades a Wikidata |

## serra
| imatge | Nom                             | Ubicat a                      | instància de | Detalls | coordenades                                                          | Protecció | Commons (més fotos) | Dades a WD                    |
| ------ | ------------------------------- | ----------------------------- | ------------ | ------- | -------------------------------------------------------------------- | --------- | ------------------- | ----------------------------- |
|        | Muntanya de Sant Mauri          | Soriguera                     | serra        |         | 42° 20′ 44″ N, 1° 04′ 54″ E / 42.3455°N,1.08174°E 1524.8 msnm        |           |                     | Modifica les dades a Wikidata |
|        | Serra de Solana                 | Sort Soriguera                | serra        |         | 42° 23′ 46″ N, 1° 04′ 23″ E / 42.39598°N,1.07295°E 1731 msnm         |           |                     | Modifica les dades a Wikidata |
|        | Serra de la Bona Mossa          | Baix Pallars Soriguera        | serra        |         | 42° 21′ 12″ N, 1° 03′ 45″ E / 42.3533°N,1.06242°E 1180.6 msnm        |           |                     | Modifica les dades a Wikidata |
|        | Serra de la Garriga             | Soriguera                     | serra        |         | 42° 21′ 28″ N, 1° 11′ 02″ E / 42.3577°N,1.18395°E                    |           |                     | Modifica les dades a Wikidata |
|        | Serrabana                       | Sort Soriguera                | serra        |         | 42° 24′ 22″ N, 1° 03′ 03″ E / 42.40608°N,1.050697°E 2000 msnm        |           |                     | Modifica les dades a Wikidata |
|        | Serrat de Sant Feliu            | Sort Soriguera                | serra        |         | 42° 24′ 21″ N, 1° 09′ 05″ E / 42.405698°N,1.151296°E 1244 msnm       |           |                     | Modifica les dades a Wikidata |
|        | Serrat del Bosc                 | Sort Soriguera                | serra        |         | 42° 23′ 01″ N, 1° 05′ 18″ E / 42.383566°N,1.08835°E 1342 msnm        |           |                     | Modifica les dades a Wikidata |
|        | la Serreta                      | Soriguera                     | serra        |         | 42° 23′ 34″ N, 1° 08′ 19″ E / 42.3927°N,1.13848°E 900 msnm           |           |                     | Modifica les dades a Wikidata |
|        | serra Roia                      | Soriguera                     | serra        |         | 42° 21′ 45″ N, 1° 07′ 01″ E / 42.3624°N,1.11687°E 1463.6 msnm        |           |                     | Modifica les dades a Wikidata |
|        | serra de les Escales            | Soriguera                     | serra        |         | 42° 22′ 57″ N, 1° 02′ 45″ E / 42.3826°N,1.04581°E 1500 msnm          |           |                     | Modifica les dades a Wikidata |
|        | serrat Gros                     | Llavorsí Soriguera            | serra        |         | 42° 25′ 33″ N, 1° 13′ 31″ E / 42.42578889°N,1.22538056°E 2275.4 msnm |           |                     | Modifica les dades a Wikidata |
|        | serrat Roi                      | Soriguera                     | serra        |         | 42° 23′ 42″ N, 1° 10′ 35″ E / 42.39499167°N,1.17645556°E 2000 msnm   |           |                     | Modifica les dades a Wikidata |
|        | serrat de Sant Miquel           | Soriguera                     | serra        |         | 42° 23′ 11″ N, 1° 10′ 00″ E / 42.38641389°N,1.16654167°E 1700 msnm   |           |                     | Modifica les dades a Wikidata |
|        | serrat de Santa Creu            | Soriguera                     | serra        |         | 42° 22′ 53″ N, 1° 12′ 15″ E / 42.38148056°N,1.20415278°E 2149.3 msnm |           |                     | Modifica les dades a Wikidata |
|        | serrat de l'Encadenador         | Soriguera les Valls d'Aguilar | serra        |         | 42° 20′ 40″ N, 1° 11′ 06″ E / 42.34456389°N,1.18511056°E 1788.7 msnm |           |                     | Modifica les dades a Wikidata |
|        | serrat de la Caella             | Soriguera                     | serra        |         | 42° 21′ 43″ N, 1° 07′ 48″ E / 42.36192222°N,1.13012222°E 1425 msnm   |           |                     | Modifica les dades a Wikidata |
|        | serrat de la Comella del Cortal | Soriguera                     | serra        |         | 42° 23′ 45″ N, 1° 09′ 29″ E / 42.39586389°N,1.15799167°E 1600 msnm   |           |                     | Modifica les dades a Wikidata |
|        | serrat de la Fita               | Soriguera                     | serra        |         | 42° 23′ 22″ N, 1° 02′ 59″ E / 42.38946389°N,1.04979722°E 1750 msnm   |           |                     | Modifica les dades a Wikidata |
|        | serrat dels Forats              | Soriguera                     | serra        |         | 42° 21′ 07″ N, 1° 08′ 19″ E / 42.35201389°N,1.13854722°E 1758.5 msnm |           |                     | Modifica les dades a Wikidata |
|        | serrats d'Arto                  | Soriguera                     | serra        |         | 42° 22′ 21″ N, 1° 05′ 36″ E / 42.37246667°N,1.09333611°E 1036.9 msnm |           |                     | Modifica les dades a Wikidata |

## vèrtex geodèsic
| imatge | Nom        | Ubicat a  | instància de    | Detalls   | coordenades                                                        | Protecció | Commons (més fotos) | Dades a WD                    |
| ------ | ---------- | --------- | --------------- | --------- | ------------------------------------------------------------------ | --------- | ------------------- | ----------------------------- |
|        | Santa Creu | Soriguera | vèrtex geodèsic | Alt: 1.2m | 42° 22′ 30″ N, 1° 01′ 51″ E / 42.374951°N,1.030743°E 1562.191 msnm |           |                     | Modifica les dades a Wikidata |
|        | l'Orri     | Soriguera | vèrtex geodèsic | Alt: 1.2m | 42° 24′ 31″ N, 1° 12′ 53″ E / 42.408659°N,1.214845°E 2438.836 msnm |           |                     | Modifica les dades a Wikidata |

## Misc
| imatge | Nom                            | Ubicat a                                         | instància de             | Detalls                                      | coordenades | Protecció                                            | Commons (més fotos)           | Dades a WD                    |
| ------ | ------------------------------ | ------------------------------------------------ | ------------------------ | -------------------------------------------- | --- | ---------------------------------------------------- | ----------------------------- | ----------------------------- |
|        | Arcada de pas a Puiforniu      | Soriguera                                        | passatge                 | Estil: arquitectura popular                  | 42° 22′ 04″ N, 1° 09′ 19″ E / 42.367889°N,1.155395°E                                                                | bé integrant del patrimoni cultural català           |                               | Modifica les dades a Wikidata |
|        | Carrer Major de Vilamur        | Soriguera                                        | carrer                   | Estil: arquitectura popular                  | 42° 22′ 47″ N, 1° 09′ 39″ E / 42.37979°N,1.16081°E                                                                  | bé integrant del patrimoni cultural català           | Carrer Major de Vilamur       | Modifica les dades a Wikidata |
|        | Congost d'Arboló               | Baix Pallars Soriguera                           | congost                  |                                              | 42° 20′ 48″ N, 1° 04′ 13″ E / 42.3467°N,1.07031°E                                                                   |                                                      |                               | Modifica les dades a Wikidata |
|        | Costoja                        | Baix Pallars Soriguera                           | espai d'interès natural  |                                              | 42° 21′ 11″ N, 1° 02′ 46″ E / 42.353°N,1.046°E                                                                      |                                                      |                               | Modifica les dades a Wikidata |
|        | Forat del Drac                 | Soriguera                                        | cova                     |                                              | 42° 23′ 16″ N, 1° 07′ 43″ E / 42.3876858000259°N,1.12873532395002°E                                                 |                                                      |                               | Modifica les dades a Wikidata |
|        | Granja de Quixal               | Soriguera                                        | granja                   |                                              | 42° 22′ 11″ N, 1° 04′ 10″ E / 42.3696740393175°N,1.06951854843445°E                                                 |                                                      |                               | Modifica les dades a Wikidata |
|        | Mola del Sastre                | Soriguera                                        | molí d'aigua             |                                              | 42° 22′ 13″ N, 1° 11′ 05″ E / 42.3703°N,1.18476°E 1160 msnm                                                         |                                                      |                               | Modifica les dades a Wikidata |
|        | Noguera Pallaresa              | Vall d'Aran Pallars Sobirà Pallars Jussà Noguera | curs d'aigua             | Desemboca: Segre Llarg: 154km Conca: 2820km² | 41° 54′ 23″ N, 0° 53′ 24″ E / 41.9064°N,0.8901°E 42° 42′ 43″ N, 0° 56′ 58″ E / 42.71185°N,0.94951944444444°E        |                                                      | Noguera Pallaresa             | Modifica les dades a Wikidata |
|        | Poblat medieval de Santa Creu  | Soriguera                                        | despoblat                |                                              | 42° 22′ 27″ N, 1° 12′ 14″ E / 42.3742101914187°N,1.20396440366314°E                                                 |                                                      | Santa Creu de Llagunes        | Modifica les dades a Wikidata |
|        | Sant Julià                     | Soriguera                                        | cementiri                |                                              | 42° 22′ 17″ N, 1° 04′ 00″ E / 42.3714615354917°N,1.06657328667368°E                                                 |                                                      |                               | Modifica les dades a Wikidata |
|        | Soriguera                      | Soriguera                                        | antic municipi d'Espanya |                                              | 42° 22′ 56″ N, 1° 04′ 38″ E / 42.3822°N,1.07725°E                                                                   |                                                      |                               | Modifica les dades a Wikidata |
|        | Tolzó                          | Soriguera                                        | nucli de població        |                                              | 42° 21′ 55″ N, 1° 03′ 40″ E / 42.36541111°N,1.06111111°E 1069.2 msnm                                                |                                                      |                               | Modifica les dades a Wikidata |
|        | Vall de Siarb                  | Soriguera                                        | vall                     |                                              | 42° 22′ 13″ N, 1° 09′ 37″ E / 42.370186°N,1.160346°E                                                                |                                                      | Vall de Siarb                 | Modifica les dades a Wikidata |
|        | Vila closa de Vilamur          | Soriguera                                        | vila closa               | Estil: arquitectura romànica                 | 42° 22′ 47″ N, 1° 09′ 42″ E / 42.379739°N,1.161553°E 1289 msnm                                                      | bé d'interès cultural bé cultural d'interès nacional | Recinte fortificat de Vilamur | Modifica les dades a Wikidata |
|        | casa consistorial de Soriguera | Soriguera                                        | casa consistorial        |                                              | 42° 22′ 47″ N, 1° 09′ 41″ E / 42.3797923°N,1.1613757°E                                                              |                                                      |                               | Modifica les dades a Wikidata |
|        | port del Cantó                 | Montferrer i Castellbò Soriguera                 | collada port de muntanya | Hi passa: N-260                              | 42° 22′ 13″ N, 1° 14′ 11″ E / 42.370142°N,1.236468°E 1718 msnm                                                      |                                                      | Port del Cantó                | Modifica les dades a Wikidata |
|        | refugi de Comes de Rubió       | Soriguera                                        | refugi de muntanya       | 1995-01-01                                   | 42° 24′ 25″ N, 1° 14′ 32″ E / 42.4069°N,1.24222°E ca:A les Comes de Rubió, al peu de la Torreta de l'Orri 1956 msnm |                                                      | Refugi de Comes de Rubió      | Modifica les dades a Wikidata |